# Macierz unitarna
Macierz unitarna – macierz kwadratowa o elementach zespolonych {\displaystyle U\in M_{n\times n}(\mathbb {C} )} spełniająca własność:
{\displaystyle U^{\dagger }U=UU^{\dagger }=I_{n},}
gdzie:
{\displaystyle I_{n}} jest macierzą jednostkową wymiaru {\displaystyle n,}
{\displaystyle U^{\dagger }} jest sprzężeniem hermitowskim macierzy {\displaystyle U.}
Zauważmy, że własność ta oznacza, iż macierz {\displaystyle U} posiada macierz odwrotną {\displaystyle U^{-1}} równą sprzężeniu hermitowskiemu jej samej, czyli:
{\displaystyle U^{\dagger }=U^{-1}.}
Szczególnym przypadkiem macierzy unitarnej jest macierz ortogonalna, mająca wyłącznie rzeczywiste elementy. Macierze unitarne mają wyjątkowe znaczenie w mechanice kwantowej.
Macierze unitarne są szczególnym przypadkiem macierzy normalnych.
Macierz unitarna wymiaru {\displaystyle n\times n} można sparametryzować za pomocą {\displaystyle n^{2}} parametrów rzeczywistych (por. Parametryzacje macierzy unitarnych poniżej).

## Własności macierzy unitarnej
Dla macierzy {\displaystyle U} słuszne są następujące stwierdzenia:
- Dla dowolnych wektorów zespolonych {\displaystyle x} and {\displaystyle y,} mnożenie przez {\displaystyle U} zachowuje ich iloczyn wewnętrzny, tzn.
{\displaystyle \langle Ux,Uy\rangle =\langle x,y\rangle ,}

- {\displaystyle U} można zdiagonalizować, co oznacza, że {\displaystyle U} jest macierzą podobną do macierzy diagonalnej (jest to konsekwencją twierdzenia spektralnego); dlatego {\displaystyle U} można rozłożyć do postaci
{\displaystyle U=VDV^{\dagger },}

gdzie {\displaystyle V} jest unitarna, zaś {\displaystyle D} jest diagonalna i unitarna.
- Wyznacznik macierzy unitarnej jest liczbą zespoloną o module równym 1:
{\displaystyle |\det(U)|=1,}
- Wektory własne macierzy {\displaystyle U} są ortogonalne.
- {\displaystyle U} może być zapisana w postaci {\displaystyle U=e^{iH}} gdzie {\displaystyle e} oznacza eksponentę macierzy, {\displaystyle i} jest jednostką urojoną, zaś {\displaystyle H} jest macierzą hermitowską.

### Równoważne warunki
Jeżeli {\displaystyle U} jest zespoloną macierzą kwadratową to następujące warunki są równoważne:
1. {\displaystyle U} jest unitarna.
2. {\displaystyle U^{\dagger }} jest unitarna.
3. macierz odwrotna do {\displaystyle U} jest równa macierzy hermitowsko sprzężonej do {\displaystyle U,} tj. {\displaystyle U^{-1}=U^{\dagger }.}
4. Kolumny {\displaystyle U} tworzą bazę ortonormalną w {\displaystyle \mathbb {C} ^{n}} ze względu na iloczyn wewnętrzny.
5. Wiersze {\displaystyle U} tworzą bazę ortonormalną w {\displaystyle \mathbb {C} ^{n}} ze względu na iloczyn wewnętrzny.
6. {\displaystyle U} jest izometrią ze względu na zwykła normę.
7. {\displaystyle U} jest macierzą normalną z wartościami własnymi leżącymi na okręgu jednostkowym.

## Grupa unitarna
Dla dowolnej nieujemnej liczby całkowitej {\displaystyle n} zbiór wszystkich {\displaystyle n\times n} macierzy unitarnych z mnożeniem macierzy jako działaniem grupowym i macierzą jednostkową {\displaystyle n\times n} jako elementem neutralnym mnożenia tworzy grupę, nazywaną grupą unitarną {\displaystyle U(n).} Jest tak, gdyż zachodzą następujące własności:
- Iloczyn dwóch macierzy unitarnych {\displaystyle n\times n} jest macierzą unitarną.
- Macierz odwrotna do macierzy unitarnej {\displaystyle n\times n} jest unitarna.
- Macierz jednostkowa {\displaystyle n\times n} jest unitarna.

## Parametryzacje macierzy unitarnych

### Macierze unitarne 1×1
Ogólna postać macierzy unitarnej 1×1:
{\displaystyle U=e^{i\varphi }{\begin{bmatrix}1\end{bmatrix}},}
która zależy od 1 rzeczywistego parametru {\displaystyle \varphi .} Wyznacznik takiej macierzy wynosi:
{\displaystyle \det(U)=e^{i\varphi }.}
Przypadek gdy {\displaystyle \varphi =0} jest trywialny: wyznaczniki macierzy jest równy 1, istnieje tylko jedna taka macierz o postaci {\displaystyle U={\begin{bmatrix}1\end{bmatrix}},} która tworzy 1-elementową grupę nazywana grupą SU(1).

### Macierze unitarne 2×2
Ogólna postać macierzy unitarnej 2×2:
{\displaystyle U=e^{i\varphi }{\begin{bmatrix}a&b\\-{\overline {b}}&{\overline {a}}\end{bmatrix}},\qquad |a|^{2}+|b|^{2}=1,}
która zależy od 4 rzeczywistych parametrów ({\displaystyle \varphi } oraz trzy parametry niezależne występujące w zapisie liczb zespolonych {\displaystyle a,b}). Wyznacznik takiej macierzy wynosi:
{\displaystyle \det(U)=e^{i\varphi }.}
Gdy {\displaystyle \varphi =0,} to wyznaczniki macierzy jest równy 1. Grupa tworzona przez takie macierze unitarne jest nazywana grupą SU(2).
Macierz {\displaystyle U} może być napisana w alternatywnej formie:
{\displaystyle U=e^{i\varphi }{\begin{bmatrix}e^{i\varphi _{1}}\cos \theta &e^{i\varphi _{2}}\sin \theta \\-e^{-i\varphi _{2}}\sin \theta &e^{-i\varphi _{1}}\cos \theta \end{bmatrix}};}
po podstawieniu {\displaystyle \varphi _{1}=\psi +\Delta } and {\displaystyle \varphi _{2}=\psi -\Delta } otrzymamy faktoryzację:
{\displaystyle U=e^{i\varphi }{\begin{bmatrix}e^{i\psi }&0\\0&e^{-i\psi }\end{bmatrix}}{\begin{bmatrix}\cos \theta &\sin \theta \\-\sin \theta &\cos \theta \end{bmatrix}}{\begin{bmatrix}e^{i\Delta }&0\\0&e^{-i\Delta }\end{bmatrix}}.}
Wyrażenie to podkreśla związek między macierzami unitarnymi 2×2 a macierzami obrotu 2×2 o kącie obrotu {\displaystyle \theta .}
Jest wiele możliwych sposobów faktoryzowania danej macierzy.

### Macierze unitarne 3×3
Ogólna postać macierzy unitarnej 3×3:
{\displaystyle U={\begin{bmatrix}1&0&0\\0&e^{i\varphi _{4}}&0\\0&0&e^{i\varphi _{5}}\end{bmatrix}}K{\begin{bmatrix}e^{i\varphi _{1}}&0&0\\0&e^{i\varphi _{2}}&0\\0&0&e^{i\varphi _{3}}\end{bmatrix}},}
która zależy od 9 rzeczywistych parametrów: pięciu parametrów {\displaystyle \varphi _{n},n=1,2,3,4,5} oraz 4 parametrów, za pomocą których wyraża się macierz {\displaystyle K,} która jest macierzą Cabibbo-Kobayashi-Maskawa (jest to macierz unitarna 3×3).

## Przykłady
(1) Macierz
{\displaystyle U={\begin{bmatrix}e^{-i}\end{bmatrix}}}
jest unitarna, ponieważ
{\displaystyle U\,U^{\dagger }={\begin{bmatrix}e^{-i}\end{bmatrix}}{\begin{bmatrix}e^{+i}\end{bmatrix}}={\begin{bmatrix}e^{-i}e^{+i}\end{bmatrix}}={\begin{bmatrix}1\end{bmatrix}}=I.}
(2) Macierz
{\displaystyle U={\begin{bmatrix}0&i\\i&0\end{bmatrix}}}
jest unitarna, ponieważ
{\displaystyle U\,U^{\dagger }={\begin{bmatrix}0&i\\i&0\end{bmatrix}}\cdot {\begin{bmatrix}0&-i\\-i&0\end{bmatrix}}={\begin{bmatrix}-i^{2}&0\\0&-i^{2}\end{bmatrix}}={\begin{bmatrix}1&0\\0&1\end{bmatrix}}=I.}
(3) Macierz
{\displaystyle U={\frac {1}{2}}{\begin{bmatrix}1+i&1-i\\1-i&1+i\end{bmatrix}}}
jest unitarna, ponieważ
{\displaystyle U\,U^{\dagger }={\frac {1}{2}}{\begin{bmatrix}1+i&1-i\\1-i&1+i\end{bmatrix}}\cdot {\frac {1}{2}}{\begin{bmatrix}1-i&1+i\\1+i&1-i\end{bmatrix}}={\frac {1}{4}}{\begin{bmatrix}2(1+i)(1-i)&(1+i)^{2}+(1-i)^{2}\\(1-i)^{2}+(1+i)^{2}&2(1-i)(1+i)\end{bmatrix}}={\begin{bmatrix}1&0\\0&1\end{bmatrix}}=I.}
(4) Każda macierz ortogonalna jest unitarna, ponieważ jest szczególnym przypadkiem macierzy unitarnych, np. macierz obrotu:
{\displaystyle R={\begin{bmatrix}\cos \theta &-\sin \theta \\\sin \theta &\cos \theta \end{bmatrix}}.}

## Macierze unitarne w fizyce
Macierze unitarne są powszechnie stosowane w mechanice kwantowej.

### Macierz ewolucji czasowej
Dla przykładu operator ewolucji czasowej wektora stanu układu kwantowego można przedstawić w postaci macierzy unitarnej; wektor stanu w chwili {\displaystyle t} otrzymuje się z pomnożenia wektora stanu w chwili {\displaystyle t_{0}} przez macierz ewolucji czasowej {\displaystyle U(t,t_{0}),} czyli
{\displaystyle |\Psi (t)\rangle =U(t,t_{0})|\Psi (t_{0})\rangle .}
Wektor sprzężony do powyższego wektora ma postać:
{\displaystyle \langle \Psi (t)|=\langle \Psi (t_{0})|U^{\dagger }(t,t_{0}).}
Ponieważ
{\displaystyle U^{\dagger }(t,t_{0})U(t,t_{0})=1,}
długość wektora stanu w chwili {\displaystyle t} wynosi
{\displaystyle \langle \Psi (t)|\Psi (t)\rangle =\langle \Psi (t_{0})|U^{\dagger }(t,t_{0})U(t,t_{0})|\Psi (t_{0})\rangle =\langle \Psi (t_{0})|\Psi (t_{0})\rangle .}
Macierz unitarna ewolucji czasowej zachowuje więc długość wektora stanu. Dzięki temu możliwe jest nadanie interpretacji probabilistycznej formalizmowi mechaniki kwantowej.

### Wartość oczekiwana pomiaru
Wartość oczekiwaną pomiaru {\displaystyle \langle O\rangle (t)} w chwili {\displaystyle t} z pomiaru wykonanego na zespole identycznie przygotowanych układów kwantowych, gdzie pomiarowi wielkości fizycznej {\displaystyle O} odpowiada operator pomiaru {\displaystyle {\hat {O}}} (reprezentowany przez macierz hermitowską), oblicza się ze wzoru:
{\displaystyle \langle {\hat {O}}\rangle (t)=\langle \Psi (t)|{\hat {O}}\Psi (t)\rangle ,}
co oznacza, że należy obliczyć wynik działania operatora pomiaru na stan {\displaystyle |\Psi (t)\rangle } układu w chwili {\displaystyle t} i pomnożyć wynik przez wektor sprzężony. Korzystając z zależności czasowej wektora stanu (wzory 1 i 2 powyżej), otrzymamy:
{\displaystyle \langle O\rangle (t)=\langle \Psi (t)|{\hat {O}}\Psi (t)\rangle =\langle \Psi (t_{0})|U^{\dagger }(t,t_{0}){\hat {O}}U(t,t_{0})|\Psi (t_{0})\rangle .}
Jeżeli oznaczymy
{\displaystyle {\hat {O}}(t)=U^{\dagger }(t,t_{0}){\hat {O}}U(t,t_{0}),}
to powyższy wzór przyjmie postać:
{\displaystyle \langle O\rangle (t)=\langle \Psi (t_{0})|{\hat {O}}(t)\Psi (t_{0})\rangle .}
Wartość oczekiwana z pomiaru w chwili {\displaystyle t_{0}} ma postać:
{\displaystyle \langle O\rangle (t_{0})=\langle \Psi (t_{0})|{\hat {O}}(t_{0})\Psi (t_{0})\rangle .}
Widać z powyższego, że wartość oczekiwaną z pomiaru można obliczać działając na wektor stanu operatorem pomiaru, którego postać ewoluuje w czasie zgodnie ze wzorem {\displaystyle {\hat {O}}(t)=U^{\dagger }(t,t_{0}){\hat {O}}U(t,t_{0}).}
Jest to tzw. obraz Heisenberga, w którym wektor stanu nie zmienia się z upływem czasu, ale zmieniają się operatory.
Inne przykłady macierzy unitarnych w fizyce
- macierze sigma (Pauliego)
- macierze gamma (Diraca)
- macierz S
- macierz CKM

## Literatura dodatkowa
- T. Trajdos, Matematyka, cz. III, Wydawnictwa Naukowo-Techniczne, Warszawa 2004, s. 94–123.